# Left 4 Dead
Left 4 Dead is een first-person shooter voor Windows, MacOS en Xbox 360. Het is ontwikkeld door Turtle Rock Studios, dat opgekocht werd door Valve Software Corporation. Het spel maakt gebruik van de Source engine en het werd in 2008 uitgebracht. Dit spel is verkrijgbaar via Steam.
In Left 4 Dead moeten de vier overlevenden (Bill, Zoey, Francis en Louis) vechten tegen honderden besmette mensen terwijl ze op weg zijn naar een evacuatiepunt. De "infected" komen op willekeurige momenten met tientallen aanvallen. 

Naast deze "common infected" zijn er nog 5 soorten "special infected" of "boss infected", gemuteerde geïnfecteerden: 
Tank (Zeer sterk. Gooit stenen, zware voorwerpen (in Versus te herkennen met een rode gloed rond het voorwerp) of valt aan met de vuisten. Hij komt tijdens de campagne hoogstuit 2x voor, terwijl tijdens finales Tanks blijven komen zolang het doel niet is voltooid. 
Witch (Zit op de grond en maakt een eng jankend geluid. Is ongevaarlijk tenzij ze door zaklampen, geluid of aanraking wakker gemaakt wordt. Dan valt ze degene aan die haar wakker heeft gemaakt. Komt hooguit één à twee keer voor in een spelronde. 
Smoker (Heeft een extreem lange tong waarmee hij een overlevende van tientallen meters ver naar zich toe kan trekken en aanvallen. Bij deze aanval is de overlevende hulpeloos, hij kan niet schieten en moet door iemand anders geholpen worden. Het slachtoffer kan wel schieten binnen 3 seconden wanneer de smoker hem/haar heeft gegrepen.), 
Hunter (Kan zeer ver en hoog springen. Als hij op een overlevende springt neemt hij hem of haar in een houdgreep, hij/zij kan niet schieten en moet door iemand anders geholpen worden. De Hunter kan ook op muren springen om zo efficiënter weg te duiken of aan te vallen.) 
Boomer (Geeft over op overlevenden. Het overgeefsel trekt common infected aan en verblindt de overlevende(n) in kwestie. Wanneer hij gedood wordt, ontploft hij, en iedereen in de buurt van de explosie wordt nog eens bedolven onder het overgeefsel van de Boomer.)

## Gamemodi
Er zijn drie spelmodi: 
- Campaign (De 4 overlevenden proberen het evacuatiepunt te bereiken door de geïnfecteerde spelwereld.)
- Versus (Naast de 4 overlevenden spelen er 4 mensen de "special infected.")
- Survival (De 4 overlevenden proberen zo lang mogelijk te overleven in de spelwereld. Ze kunnen nooit een evacuatiepunt bereiken.)

## Ontvangst
| Beoordeeld door             | Platform | Datum            | Score |
| --------------------------- | -------- | ---------------- | ----- |
| GamingHeaven / DriverHeaven | Windows  | 18 november 2008 | 95%   |
| Official Xbox Magazine      | Xbox 360 | 18 november 2008 | 95%   |
| PC Player (Denemarken)      | Windows  | januari 2009     | 95%   |
| Gaming Nexus                | Xbox 360 | 11 december 2008 | 91%   |
| Gaming Nexus                | Windows  | 19 november 2008 | 91%   |
| Absolute Games (AG.ru)      | Windows  | 30 november 2008 | 88%   |
| GameTrailers                | Xbox 360 | november 2008    | 86%   |
| Gameplanet                  | Xbox 360 | 1 december 2008  | 85%   |
| Xbox Front                  | Xbox 360 | 5 december 2008  | 84%   |
| Game Shark                  | Xbox 360 | 4 december 2008  | 83%   |

## Trivia
- Het spel is opgenomen in het boek 1001 Video Games You Must Play Before You Die van Tony Mott.